# Fort Louis (Trocadéro)
Pour les articles homonymes, voir Fort Louis et Trocadéro.
 (décembre 2022).
Le contenu est difficilement compréhensible vu les erreurs de traduction, qui sont peut-être dues à l'utilisation d'un logiciel de traduction automatique.

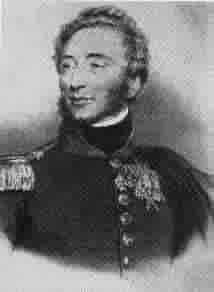
Le duc d'Angoulême.

Le Fort Louis appelé aussi Castillo de San Luis ou Fuerte de San Luis est un rempart fortifié qui se trouve dans la commune de Puerto Real en Andalousie qui constituait un ensemble intégral de forteresses avec les châteaux de La Matagorda et de Puntales  jusqu'au début du XIXe siècle.

## Description
Le Fort Louis est situé à l'entrée du canal du Trocadéro depuis l'intérieur de la poche occidentale de la baie de Cadix, sur l'île formée par les eaux qui s'étendent vers La Carraca, le canal du Trocadéro et la baie de Cadix, où les navires étaient chargés.
Ces trois ouvrages fortifiés à caractère éminemment défensif sont dotés d'un système sophistiqué et très avancé (pour le XVIIIe siècle) d'obstructions (fixes et mobiles) et de blocus pour la navigation, système qui fera ses preuves en empêchant les différentes unités navales françaises sous le commandement de l'amiral Rossilly de naviguer vers le large en 1808. Dans le même temps, les tirs croisés des pièces d'artillerie qui y sont installées constituent une barrière infranchissable pour quiconque tente d'accéder à la poche sud de la baie depuis l'extérieur (barrière qui ne sera d'ailleurs jamais franchie).
Ses structures, encore à l'étude et actuellement en ruines, ont été le théâtre du siège de Cadix pendant la guerre d'indépendance espagnole (1808-1813) et de la bataille du Trocadéro.
Le fort Louis servira (de 1810 à la fin de 1812) de base aux batteries françaises qui tenteront, sans succès, de soumettre le château de Puntales par leurs tirs ; les deux forteresses deviendront ainsi l'axe fondamental du duel d'artillerie entre Cadix et ses assiégeants pendant deux longues années.
Après, en 1823, à la demande du roi Fernando VII, la France est intervenue militairement pour le soutenir face aux libéraux et rétablir l'absolutisme, en vertu des accords de la Sainte Alliance. Il se forme une armée dénommée les Cent mille fils de Saint Louis, au commandement desquels se trouvait le duc d'Angoulême. Après divers événements, il envahit l'Andalousie et il installe en Puerto Real le quartier général des armées française dans la baie gaditane. Le duc prend d'assaut le Fort Louis le 30 août 1823, pendant la bataille de Trocadéro. Comme conséquence, a été restauré le régime absolutiste de Fernando VII.